# Хуаншань маофэн
Хуаншань Маофэн (кит. 黄山毛峰, «чай-маофэн с гор Хуаншань») — китайский зелёный чай, знаменитый чай Китая.
Этот чай собирают в городском округе Хуаншань провинции Аньхой, где произрастают знаменитые китайские сорта чая. Он производится из листьев, собранных по технологии маофэн (отбираются почки и прилегающие к ним два листа одинаковой длины) весной, в районе праздника Цинмин. Чай готовится в тот же день, когда был собран.